# 小田急サザンタワー
小田急サザンタワー（おだきゅうサザンタワー、Odakyu Southern Tower）は、東京都渋谷区代々木二丁目の新宿サザンテラスにある36階建ての超高層ビル。新宿駅南口周辺の再開発（小田急サザンタワー・JR東日本本社ビル・新宿サザンテラスを合わせた新宿駅南口再開発事業である新宿サザンプロジェクト）の一環で建設され、1998年に竣工・開館した。小田急グループの大通り構想「新宿テラスシティ」における終着点の核施設である。
低層階はレストランなどの店舗が、中層階には企業がテナントとして入居し、また上層階はホテル「小田急ホテルセンチュリーサザンタワー」となっている。外壁の最上部には "HOTEL CENTURY SOUTHERN TOWER" のロゴが取り付けられている。

## フロア構成
- 地下1階 - 地下3階：駐車場
- 1階 - 4階：店舗・レストラン
- 5階 - 18階：オフィス
- 19階 - 35階：ホテル

## 小田急ホテルセンチュリーサザンタワー
本ビルの上層階を占める小田急ホテルセンチュリーサザンタワーは、小田急グループの株式会社ホテル小田急サザンタワーによって運営されている。小田急ポイントサービスの加盟店。
ホテルロビーは20階にあるため、1、2階のホテルエントランスからシャトルエレベーターでアプローチする。ホテルはシングル・ツインルームによる宿泊が主体で、一般的なシティホテルと違い、大規模宴会場・ベルボーイ・ルームサービス・スイートルーム・ミニバーをあえて設置せずに、フロントのある20階前後に飲食物・日用品を揃える売店、ラウンジ・レストラン（4店）を設置している。客室にはミニバーの代わりに空の冷蔵庫が設置されているので、宿泊客が必要に応じて買い求めるスタイルとなっており、これを本ホテルでは「リミテッド・サービス」と呼称する。サービス的にはシティホテルより下のビジネスホテル程度であるものの、シングルルームの広さは19m2 以上とシティホテル並みで、新宿駅に至近であることから、ワンランク上のビジネスユースを掘り起こしたホテルとして知られる。
各フロア南端の客室からはJR中央線（快速線・緩行線）、山手貨物線（埼京線・湘南新宿ライン）、山手線、小田急小田原線（新宿駅地上ホーム発着・地下ホーム発着）の各鉄道路線が眼下に眺められることが一部に知られていたが、2009年6月25日より、この客室を利用する宿泊プランを「まるでNゲージ トレインビュー宿泊プラン」と銘打って売り出した。海が見える客室を「オーシャンビュー」、街の夜景が見える客室を「シティビュー」などと銘打つことが多いのに倣い「トレインビュー」と銘打ったもので、列車が豊富に見えることをホテル側でも公式に認めてこれを売り物としたものである。鉄道景観を売り物とする同様のプランを設定した宿泊施設は、日本国内に数件の前例がある。
その後、2007年に開業したホテルメトロポリタン丸の内（東京都千代田区丸の内）が1ベッド・2ベッド（ツイン）ルーム中心で宿泊に特化するなど、本ホテルに類似のコンセプトを打ち出すホテルも出現している。
2008年11月21日、『ミシュランガイド東京 日本語版2009』の「快適なホテル格付け順」で、「黒い家マーク3つ」を獲得した。
小田急サザンタワーは、変形の超高層ビルで構成も複雑である。このため、それぞれの空間的要求に対応するために、客室にリニアモーターによる制振装置を導入するなど、当時におけるいくつかの新技術を導入している。

## かつてのテナント

### マイクロソフト日本法人本社
米マイクロソフト社の日本法人であるマイクロソフト株式会社（現：日本マイクロソフト株式会社）は本ビル開館時からのテナントで、「新宿オフィス」を開設していた。同社の本社事務所は1993年より渋谷区笹塚の笹塚NAビルディングに入居していたが、2005年に本ビルにオフィスを集約して笹塚NAビルディングの全フロアを解約し、登記上も笹塚から代々木に移転した。
しかし、2011年2月より、都内7ヶ所に分散していた本社および事業所の内5ヶ所（新宿本社（小田急サザンタワー）、代田橋（朝日生命代田橋ビル）、赤坂（赤坂ガーデンシティ）、初台（東京オペラシティ）、霞が関（大同生命霞が関ビル））について「品川グランドセントラルタワー」(港区)へ移転・集約し、当ビルより撤退した。

## 交通アクセス
- 新宿駅 南口・新南口より徒歩3分
- 有料駐車場あり